# 李安仁 (明朝)
李安仁（1542年—？），字體元，號裕居，直隸興州右屯衛軍籍，山西萬泉縣人，明朝政治人物。

## 生平
隆慶元年（1567年）丁卯科順天府鄉試第九十一名舉人。隆慶五年（1571年）中式辛未科會試第三百五十五名，三甲第一百七十名進士。兵部觀政，授武城县知县，六年调任兴化县知县。萬曆四年（1576年）升大理寺评事，五年丁憂歸。服除赴京候选時再次丁憂。萬曆十年复除大理寺评事，十一年升右寺副，十五年升左寺正，升衡州知府，二十年加湖广副使致仕。

## 家族
曾祖李通；祖父李昂；父李臣，母徐氏；前母雷氏。